# Hugo Ball

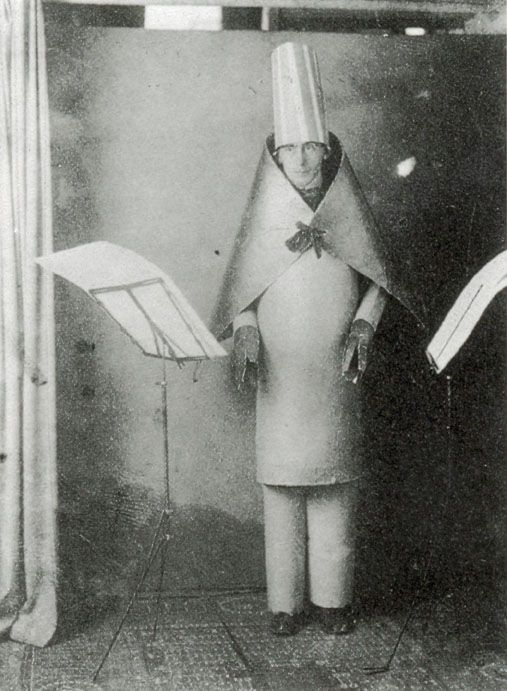
Hugo Ball framför ljuddikter på Cabaret Voltaire 1916. Foto: Marcel Janco

Hugo Ball, född 22 februari 1886 i Pirmasens, Rheinland-Pfalz, död 14 september 1927 i Sant'Abbondio, Ticino, var en tysk författare och initiativtagare till dadaismen i Zürich 1916.

## Liv och verk
Hugo Ball gick i Max Reinhardts expressionistiska teaterskola Schauspielschule Berlin 1910. Café des Westens i Berlin var en mötesplats för unga poeter och intellektuella, som Johannes R. Becher, Georg Heym, Richard Huelsenbeck, Klabund och många fler. Senare blev han anställd som regissör vid Münchens teater 1913. Samtidigt skrev han i tidskriften ”Revolution” (utgiven av F.S. Bachmair, 1913) tillsammans med Seewald, J.R. Becher och Erich Mühsam.
När första världskriget bröt ut 1914 ville han ta värvning som frivilligsoldat men fick avslag. Han emigrerade istället med sin blivande fru Emmy Hennings till Schweiz. Båda började arbeta i Niederdorf, Zürichs underhållningskvarter.
I februari 1916 öppnade Ball och Hennings ”Cabaret Voltaire” på Spiegelgasse 1 i Zürich. Bland Balls vänner som ständigt besökte kaféet återfinns Jean Arp, Marcel Janco, Tristan Tzara och senare även Richard Huelsenbeck och Walter Serner. Hans avsikt med kaféet beskriver han med följande ord:
'Det är nödvändigt att klargöra avsikterna med denna kabaré. Dess syfte är att påminna världen om att det finns människor med fria sinnen - bortom krig och nationalism - som lever för andra ideal."
I mitten av 1916 började han komponera ljuddikter, eller ”verser utan ord” och den 23 juni 1916 framförde han sin välkända Karawane på Cabaret Voltaire. 1917 började han ta en mer aktiv roll i dadarörelsen. Han blev medredaktör till tidningen ”Freie Zeitung” i Bern, som krävde att Tyskland skulle bli en republik.
Senare drog han sig tillbaka till Ticino, där han arbetade med en biografi om Michail Bakunin. Från hans dadaperiod finns den postumt publicerade kortromanen Tenderenda, der Phantast (1967, på svenska 1994). Ett annat verk av Ball är dagboken Flykten ur tiden (1927), vilken omfattar åren 1914-1921. Vid sidan av livliga skildringar av Cabaret Voltaire innehåller den en strid ström av reflektioner kring historia, filosofi, politik, anarkism, litteratur, språk, konst, religion med mera.
1998 utkom Tom Sandqvists Kärlek och Dada: Hugo Ball och Emmy Hennings (Symposion) och 2009 gav författaren C-J Charpentier ut boken Lenin är en skruvkork som bland annat handlar om Hugo Ball och Cabaret Voltaire.

## Verkförteckning
- Cabaret Voltaire, tidskrift (1 nr). Hugo Ball (red.) (Zürich, 1916) Online (International Dada Archive)
- Flametti, oder, Vom Dandysmus der Armen, roman (Berlin: Erich Reiss, 1918) Online (I.D.A.)
- Almanach der Freien Zeitung, tidskrift. 1 nr. Hugo Ball (red.) (Bern, 1918) Online (I.D.A)
- Zur Kritik der deutschen Intelligenz, essä (Bern: Freie Verlag, 1919) Online (I.D.A.)

### Svenska översättningar
- Flametti eller de fattigas dandysm (Flametti, oder, Vom Dandysmus der Armen) (översättning: Dagmar Bergh-Palmros) (Schildt, 1918)
- Dionysios Areopagita (översättning: Alf Ahlberg) (Natur och kultur, 1960). Ny upplaga: Artos, 1997
- Tenderenda (Tenderenda der Phantast) (tolkning och förord: Cecilia Hansson) (Coyote, 1994)
- "Konstnären och tidssjukdomen" (översättning: Carl-Henning Wijkmark). I tidskriften Hjärnstorm, nr 48 (1994), s. 6-10
- Litania till den helige Hugo: texter om och av Hugo Ball (tolkning, förord och kommentar: Cecilia Hansson) (Coyote, 1997)
- Flykten ur tiden (Die Flucht aus der Zeit) (översättning, kommentar och efterskrift: Cecilia Hansson) (Ellerström, 2000)